# IOS 14
iOS 14는 애플에서 만든 운영 체제로 2020년 6월에 WWDC 2020에서 발표되었으며 iOS 13의 후속 OS이다.

## 지원 장치
iOS 13을 지원하는 모든 기기들은 iOS 14 또한 지원한다. 아이폰 6S, 아이폰 6S 플러스, 아이폰 SE (1세대)는 iOS 14을 지원하는 가장 오래된 기기들이다.
| - 아이폰 6s - 아이폰 6s 플러스 - 아이폰 SE (1세대) - 아이폰 7 - 아이폰 7 플러스 - 아이폰 8 - 아이폰 8 플러스 - 아이폰 X - 아이폰 XS - 아이폰 XS 맥스 - 아이폰 XR - 아이폰 11 - 아이폰 11 프로 - 아이폰 11 프로 맥스 - 아이폰 SE (2세대) - 아이폰 12 미니 - 아이폰 12 - 아이폰 12 프로 - 아이폰 12 프로 맥스 | - 아이팟 터치 (7세대) |

## 새로운 기능[2]

### 새롭게 설계된 홈 화면 페이지
홈 화면 페이지의 위젯이 새로 설계되어 다양한 크기로 설정할 수 있다. 또한 홈 화면 페이지를 숨길 수 있다.

#### 스마트 스택
여러 위젯을 겹쳐서 놓을 수 있다.

#### 앱 보관함
홈 화면 페이지의 끝에 앱 보관함이 추가되어 사용자의 모든 앱을 자동으로 정리한다.

### 콤팩트한 디자인

#### Siri
Siri를 실행하면 화면 전체를 가리지 않고 화면 하단에 작게 표시되어 이전에 하던 작업을 계속할 수 있다.

#### 수신 전화
전화가 걸려오면 화면 전체를 가리지 않고 화면 상단에 바 형식으로 표시되어 이전에 하던 작업을 계속할 수 있다.

### 앱 클립
앱을 설치하지 않고도 10MB 크기의 앱 클립을 이용해 필요한 서비스를 상황에 따라 빠르게 이용할 수 있다.

### 메시지 앱

#### 상단 고정 기능
자주 대화하는 상대를 메시지 앱 상단에 고정할 수 있다.

#### 미모티콘 추가
새로운 미모티콘이 추가되었다. 새로 제공되는 옵션에는 추가적인 헤어스타일, 모자, 마스크 등이 있다.

### 지도 앱

#### 자전거용 길찾기
오르막길, 거리의 혼잡도 및 경로 내 계단 존재 여부를 고려하여 길을 추천해준다.

#### 전기차 경로
차량의 충전 정도 및 충전기 유형을 토대로 전기차 충전소가 포함된 경로로 길을 찾아주는 기능이 추가되었다.

### 개인정보 보호

#### 위치 공유
사용자의 정확한 위치 대신에 대략적인 위치를 공유하는 옵션을 선택할 수 있다.

#### 마이크 및 카메라
마이크와 카메라를 사용하는 중이라면 화면 상단 우측에 점으로 표시가 되어 카메라와 마이크를 사용하는 데 있어 투명성이 높아졌다.

#### Apple로 로그인
개발자들이 자신의 앱의 사용자들의 계정을 Apple로 로그인으로 연결하는 옵션을 제공할 수 있다.

#### 추적에 대한 동의
앱의 추척을 동의할지 결정이 가능하다.

### 에어팟

#### 자동 기기 전환
자동 기기 전환을 통해 에어팟 또는 에어팟 프로를 사용할 때 아이폰, 아이패드, 맥을 사용할 때 오디오가 자연스럽게 전환된다.

### 기타 iOS 14 기능

#### 번역 앱 추가
11개의 언어로 음성 및 텍스트의 번역을 제공한다. 오프라인 모드도 사용 가능하다.

#### Siri
인터넷 출처의 정보를 이용해 복잡한 질문에 답변한다.

#### 홈 앱
새로운 자동화 제안 및 제어 센터의 확장된 제어 기능을 통해 다양한 액세서리 및 상황에 빠르게 접근할 수 있도록 스마트 홈의 제어를 더욱 쉽게 만들어 준다.

#### 디지털 차 키
NFC 기술을 이용해 아이폰을 이용해 자신의 차량을 열고 시동을 걸 수 있다.

### Safari
어떤 크로스 사이트 추적기가 차단되었는지 볼 수 있는 개인정보 보고서를 제공한다.

#### 날씨 앱
향우 1시간 이내에 강수가 예보된 경우에 분단위로 강수량을 보여준다.

## 업데이트 내역

### 정식 버전 출시 이전

#### Developer Beta

##### iOS 14 Developer Beta 1
2020년 6월 23일 WWDC가 끝나고 배포되었다.
빌드 버전은 18A5301v이다.

##### iOS 14 Developer Beta 2
2020년 7월 8일 새벽 2시에 배포되었다.
빌드 번호는 18A5319i이다.

##### iOS 14 Developer Beta 3
2020년 7월 23일 새벽 2시에 배포되었다.
빌드 번호는 18A5332f이다.

##### iOS 14 Developer Beta 4
2020년 8월 5일 새벽 2시에 배포되었다.
빌드 번호는 18A5342e이다.

##### iOS 14 Developer Beta 5
2020년 8월 19일 새벽 2시에 배포되었다.
빌드 번호는 18A5351d이다.

##### iOS 14 Developer Beta 6
2020년 8월 26일 새벽 2시에 배포되었다.
빌드 번호는 18A5357e이다.

##### iOS 14 Developer Beta 7
2020년 9월 4일 새벽 2시에 배포되었다.
빌드 번호는 18A5369b이다.

##### iOS 14 Developer Beta 8
2020년 9월 10일 새벽 2시에 배포되었다.
빌드 번호는 18A5373a이다.

#### iOS 14 GM Version
2020년 9월 16일 애플 이벤트가 끝난 후 새벽 3시~4시에 배포되었다.
GM버전에서 문제가 발견되지 않으면 정식버전도 동일한 빌드번호로 하루 뒤인 2020년 9월 17일 새벽 2시에 배포될 예정이었으나, 3시간 늦은 새벽 5시에 배포되었다.

### 정식 버전 출시 이후

#### iOS 14.0
2020년 9월 17일 새벽 5시에 배포되었다. 빌드번호는 18A373이다.

#### iOS 14.0.1
2020년 9월 25일 새벽 2시에 배포되었다. 빌드번호는 18A393이다.
- iPhone을 재시동한 후 기본 브라우저 및 메일 설정이 재설정되는 문제가 수정되었다.
- iPhone 7 및 iPhone 7 Plus에서 카메라 미리보기가 표시되지 않는 문제가 해결되었다.
- iPhone이 Wi-Fi 네트워크에 연결되지 않는 문제가 수정되었다.
- 일부 메일 제공업체를 통해 이메일을 보내지 못하는 문제가 해결되었다.
- 뉴스 위젯에서 이미지가 표시되지 않는 문제가 해결되었다.

## 같이 보기
- IPadOS 14
- MacOS 빅서
- WatchOS